# Gillian Vigman
Gillian Vigman (n. 28 ianuarie 1972, Holmdel Township⁠(d), New Jersey, SUA) este o actriță americană de benzi desenate. Ea este cea mai recunoscuta pentru rolul său ca "soția lui Jack " în multe reclame Jack in the Box, dar este de asemenea remarcabilă pentru apartenenta sa la posturile de comedie recurente din seriile de comedie MADtv. De asemenea, ea a jucat în comedia ABC Sons & Daughters și a avut roluri recente în sitcomurile Suburgatory and New Girl.

## Educație
Vigman s-a născut în Holmdel, New Jersey, dintr-o mamă britanică și un tată american. Tatăl ei s-a născut evreu, iar mama ei s-a convertit la iudaism. 
Vigman a studiat la Universitatea Colgate, absolvind în 1994.

## Carierei
Și-a început cariera de comedie profesională în Chicago, care lucrează în Orașul al II-lea .Înainte de a se alătura distribuției MADtv , Vigman a concertat cu Compania Națională de Turism Second City în anul 2000, pentru a-și lansa sezonul de sărbători de 20 de ani.
A apărut pentru prima oară pe MADtv în cel de-al optulea episod din cel de-al optulea sezon într-o schiță numită "The Real Bachelor". Ea este doar al doilea membru de casting care apare într-un sezon mai devreme, înainte de a se alătura unei distribuții regulate recurente.Numai Daniele Gaither , care a apărut într-o schiță în cel de- al doilea sezon înainte de a se alătura distribuției în Season Nine , a obținut o astfel de distincție.
Vigman a aderat oficial la distribuția MADtv în 2003, ca interpret special pentru sezonul nouă. La sfârșitul sezonului nouă, în 2004, contractul său nu a fost reînnoit.
A apărut pe mai multe emisiuni de televiziune, cum ar fi I Love the 90s , Scrubs , Cupa Mondială și Cupidon înainte de a juca în comedia ABC Sons & Daughters , jucând rolul lui Liz Walker. Dupa Sons & Daughters , Vigman a aparut pe un numar de hit-uri incluzand Potrivit lui Jim , Parks and Recreation si New Girl , inainte de a ateriza partea recurenta a lui Jill Werner pe Suburgatory in 2011. Printre ei se numara The Hangover series, Vârstă veche , după apus , dragonfly și dragoste 101 .
A apărut în diferite reclame, inclusiv pentru Hanes , Jack in the Box , Chase , Swiffer , Splenda,  Esurance ,  1-800 Contacte , DirectTV, Buick, Real California Milk,  și Asigurare Progresivă.

## Filmografie

### Filme
| Year | Title                 | Role              | Notes |
| ---- | --------------------- | ----------------- | ----- |
| 2005 | Fancy                 | Julie             | Short |
| 2006 | Deck the Halls        | Gerta             |       |
| 2008 | Step Brothers         | Pam Gringe        |       |
| 2009 | The Hangover          | Stephanie Wenneck |       |
| 2009 | Aliens in the Attic   | Nina Pearson      |       |
| 2011 | The Hangover Part II  | Stephanie Wenneck |       |
| 2011 | Withstand One Night   | Viv               | Short |
| 2011 | Answers to Nothing    | Jennifer          |       |
| 2012 | Mr. Universe          | Suzanne           | Short |
| 2013 | The Kings of Summer   | Carol             |       |
| 2013 | The Hangover Part III | Stephanie Wenneck |       |
| 2014 | Helicopter Mom        | Barbara           |       |
| 2016 | The Press Conference  | Gov. Moore        | Short |
| 2017 | A Crooked Somebody    | Monica Lewis      |       |
| 2017 | The House             | Becky             |       |
| 2017 | Deadly Detention      | Ms. Presley       |       |
| 2018 | Forever My Girl       | Doris             |       |

### Telenovele
| Year      | Title                                                    | Role             | Notes                                                               |
| --------- | -------------------------------------------------------- | ---------------- | ------------------------------------------------------------------- |
| 1998      | Cupid                                                    | Daphne           | "Botched Makeover"                                                  |
| 2003–04   | Mad TV                                                   | Various          | Regular role (season 9)                                             |
| 2004      | Significant Others                                       | Gillian          | "An Ache, a Fake & Forgot to Brake"                                 |
| 2006      | Comedy Central Thanksgiving Wiikend: Thanksgiving Island | Mrs. Bixby       | TV film                                                             |
| 2006–07   | Sons & Daughters                                         | Liz Walker       | Main role                                                           |
| 2007      | According to Jim                                         | Jillian          | "The Flannelsexual"                                                 |
| 2007      | American Body Shop                                       | Wendy            | "Stretchy Face"                                                     |
| 2009      | Accidentally on Purpose                                  | Toni             | "Class"                                                             |
| 2009      | Parks and Recreation                                     | Alexa            | "Christmas Scandal"                                                 |
| 2010      | The Hard Life                                            | Gina             | TV film                                                             |
| 2010–11   | The Defenders                                            | Jessica Morelli  | Recurring role                                                      |
| 2011      | Funny or Die                                             | Gail             | Segment: "Baby Boss"                                                |
| 2011      | United States of Tara                                    | Abby             | "Chicken 'n' Corn", "Bryce Will Play"                               |
| 2011–2013 | Suburgatory                                              | Jill Werner      | Recurring role (seasons 1–2)                                        |
| 2011–2018 | New Girl                                                 | Kim              | Recurring role (seasons 1, 3, 5–7)                                  |
| 2012      | Californication                                          | Mary             | "Waiting for the Miracle"                                           |
| 2012      | Little Brother                                           | Katie            | TV film                                                             |
| 2013      | Cougar Town                                              | Mary             | "You Tell Me"                                                       |
| 2014      | Transparent                                              | Tammy Cashman    | "Original Pilot"                                                    |
| 2014      | Legit                                                    | Regina Frost     | "Death"                                                             |
| 2014      | Selfie                                                   | Carol-June       | "Pilot"                                                             |
| 2014      | The Goldbergs                                            | Louise Rubin     | "Shall We Play a Game?"                                             |
| 2014      | Newsreaders                                              | Cheryl Hinnerman | "Motorboating Dads; the Negative $100,000 Question"                 |
| 2014      | CSI: Crime Scene Investigation                           | Dr. Jane Snyder  | "Girls Gone Wilder"                                                 |
| 2014      | Supernatural                                             | Heddy            | "Ask Jeeves"                                                        |
| 2015      | Quality Time                                             | Samantha         | "Pilot"                                                             |
| 2015      | Take It From Us                                          | Alyson           | TV film                                                             |
| 2015      | Filthy Preppy Teens                                      | Kyle             | "The Return of the Prodigal Teens", "Hangout", "St. Patrick's Day"  |
| 2016      | Angie Tribeca                                            | Jean Naté        | "The Wedding Planner Did It"                                        |
| 2016      | Adventures in Babysitting                                | Helen Anderson   | TV film                                                             |
| 2016–17   | Life in Pieces                                           | Tabitha          | "Bite Flight Wing-Man Bonnie", "Chef Rescue Negotiator Necklace"    |
| 2016–17   | Dr. Ken                                                  | Megan            | "Dr. K's New Girlfriend", "A Dr. Ken Valentine's Day", "Pat's Rash" |
| 2016–2018 | Divorce                                                  | Janice           | "Weekend Plans", "Another Party", "Happy Now?"                      |
| 2017      | Lopez                                                    | Lori Strahan     | Recurring role (season 2)                                           |
| 2017      | I'm Sorry                                                | Melissa          | "Pilot"                                                             |
| 2017      | Get Shorty                                               | Nicole           | "A Man of Letters"                                                  |
| 2018      | Life Sentence                                            | Ida Abbott       | Main role                                                           |